# Batman Returns (soundtrack)
Batman Returns: Original Motion Picture Soundtrack is de originele soundtrack van de film Batman Returns. Het album werd op 23 juni 1992 uitgebracht door Warner Bros. Records.
Het album bevat de originele filmmuziek die gecomponeerd werd door Danny Elfman en uitgevoerd door het orkest onder leiding van Jonathan Sheffer. Het laatste nummer schreef Elfman samen met Siouxsie and the Banshees die het nummer ook uitbrachten op single. In 1992 stond het album in de Billboard 200 met hoogste notering plaats 61. Op sommige websites wordt de benaming van de tracklist van de cd-versie met een alternatieve tracklist vermeld.

## Nummers
Cd-versie:
| Nr. | Titel                                    | Duur |
| --- | ---------------------------------------- | ---- |
| 1   | Birth of a Penguin I                     | 2:27 |
| 2   | Birth of a Penguin II                    | 3:09 |
| 3   | The Lair I                               | 0:57 |
| 4   | The Lair II                              | 4:49 |
| 5   | Selina Transforms I                      | 1:11 |
| 6   | Selina Transforms II                     | 4:16 |
| 7   | The Cemetery                             | 2:54 |
| 8   | Cat Suite                                | 5:41 |
| 9   | Batman vs. the Circus                    | 2:34 |
| 10  | The Rise and Fall from Grace I           | 1:41 |
| 11  | The Rise and Fall from Grace II          | 4:08 |
| 12  | Sore Spots                               | 2:15 |
| 13  | Rooftops / Wild Ride                     | 4:19 |
| 14  | Rooftops / Wild Ride                     | 3:34 |
| 15  | The Children's Hour                      | 1:47 |
| 16  | The Final Confrontation I                | 5:12 |
| 17  | The Final Confrontation II               | 4:54 |
| 18  | The Finale I                             | 2:40 |
| 19  | The Finale II                            | 2:19 |
| 20  | End Credits                              | 4:44 |
| 21  | Face to Face - Siouxsie and the Banshees | 4:17 |

Cd-versie als alternatieve tracklist:
| Nr. | Titel                                    | Duur |
| --- | ---------------------------------------- | ---- |
| 1   | Birth of a Penguin                       | 2:27 |
| 2   | Opening Titles                           | 3:09 |
| 3   | To the Present                           | 0:57 |
| 4   | The Lair                                 | 4:49 |
| 5   | Selina Kyle                              | 1:11 |
| 6   | Selina Transforms                        | 4:16 |
| 7   | The Cemetery                             | 2:25 |
| 8   | Cat Suite                                | 5:42 |
| 9   | Batman vs. the Circus                    | 2:35 |
| 10  | The Rise...                              | 1:41 |
| 11  | And Fall from Grace                      | 4:08 |
| 12  | Sore spore                               | 2:16 |
| 13  | Rooftops                                 | 4:19 |
| 14  | Wild Ride                                | 3:34 |
| 15  | The Children's Hour                      | 1:47 |
| 16  | The Final Confrontation                  | 5:12 |
| 17  | Penguin Army                             | 4:54 |
| 18  | Selina's Electrocution                   | 2:40 |
| 19  | The Finale                               | 2:19 |
| 20  | End Credits                              | 4:42 |
| 21  | Face to Face - Siouxsie and the Banshees | 4:17 |

Lp-versie:
| Kant A |                                          |      |
| Nr.    | Titel                                    | Duur |
| ------ | ---------------------------------------- | ---- |
| 1      | Birth of a Penguin                       | 2:27 |
| 2      | The Lair                                 | 3:09 |
| 3      | Selina Transforms                        | 0:57 |
| 4      | The Cemetery                             | 4:49 |
| 5      | Cat Suite                                | 1:11 |
| 6      | Batman vs. the Circus                    | 4:16 |
| 7      | The Rise and Fall from Grace             | 2:54 |
| 8      | Sore Spots                               | 5:41 |
| Kant B |                                          |      |
| Nr.    | Titel                                    | Duur |
| 1      | Rooftops / Wild Ride                     | 2:34 |
| 2      | The Children's Hour                      | 1:41 |
| 3      | The Final Confrontation                  | 4:08 |
| 4      | The Finale                               | 2:15 |
| 5      | End Credits                              | 4:19 |
| 6      | Face to Face - Siouxsie and the Banshees | 4:17 |